# Manoletina (calzado)
La manoletina es un tipo de calzado plano, sin tacón, cerrado, flexible y de suela delgada. Se caracteriza por carecer de cordones en la mayoría de sus modelos, aunque existen versiones con lazos o cintas decorativas. Se fabrica en una amplia variedad de colores y materiales.
También se conocen como bailarinas, debido a su similitud con el calzado utilizado en el ballet clásico. A lo largo del siglo XX, este tipo de zapato ha adquirido popularidad en la moda femenina por su sencillez, comodidad y adaptabilidad a diferentes estilos de vestimenta. 

## Historia
El origen de la manoletina como calzado moderno se remonta a la década de 1940, cuando  torero Manolete, (Manuel Rodríguez Sánchez, torero español) popularizó su uso en las plazas de toros de España . El diseño, inspirado en las zapatillas de ballet clásico, fue adaptado para proporcionar comodidad y flexibilidad durante las faenas taurinas.

Con el tiempo, este tipo de calzado trascendió su contexto original y se introdujo en la moda femenin, donde adquirió notable popularidad, especialmente a partir de la segunda mitad del siglo XX.

## Características
Las manoletinas se distinguen por su diseño cerrado, sin tacón y con una suela fina y flexible. No llevan cordones ni cierres, lo que facilita su colocación y las hace especialmente cómodas para el uso diario. Su forma redondeada en la puntera y su perfil bajo evocan directamente el calzado de ballet, del que toman parte de su inspiración.
Existen modelos fabricados en distintos materiales, como piel, lona, terciopelo o tejidos sintéticos, y están disponibles en una amplia gama de colores y acabados, desde los más sobrios hasta los más decorativos.

## Usos actuales y popularidad
Las manoletinas continúan siendo una opción de calzado popular en la moda femenina contemporánea, destacando por su comodidad y versatilidad. Este tipo de zapato plano es adecuado tanto para ocasiones formales como informales, y se adapta a diversas estaciones del año.
En la actualidad, las manoletinas están disponibles en una amplia variedad de diseños, colores y materiales, lo que permite su combinación con diferentes estilos de vestimenta. Modelos como pulseras al tobillo, punteras afiladas o destalonados han ganado popularidad, siendo utilizadas en eventos sociales y como parte de atuendos cotidianos.
Además, las manoletinas han sido destacadas en colecciones de diversas marcas, tanto de lujo como de moda accesible, y han sido objeto de atención en publicaciones especializadas por su diseño funcional y estético.